# هیس (فیلم ۲۰۱۰)
هیس (به هندی: Hisss) یا ناگین: زن ماری فیلمی محصول سال ۲۰۱۰ و به کارگردانی جنیفر لینچ است. در این فیلم بازیگرانی همچون مالیکا شراوات، عرفان خان، دیویا دوتا، جف دوکت ایفای نقش کرده‌اند.